# 忧苦之母堂 (罗马克拉蒂诺区)
忧苦之母堂（意大利语：Chiesa di Santa Maria Addolorata）是罗马的一座领衔教堂，位于罗马克拉蒂诺区，Viale della Serenissima 与Viale della Venezia Giulia的路口。

## 历史
该堂建于1998-2001年，由建筑师 Tommaso Sbardella设计。2001年3月17日由Camillo Ruini枢机祝圣。
堂区创建于1958年1月14日，由Clemente Micara枢机。最初交给 Servants of the Poor Missionaries修会管理。1987年交给罗马教区的神父。
2015年2月14日，教宗方济各将其封为领衔堂区，首任枢机为泰国籍的江萨·戈威瓦尼。